# Bloglines
Bloglines es un agregador de noticias basado en web para leer weblogs y otras fuentes de noticias. La página fue fundada en 2003 por Mark Fletcher y vendida posteriormente en febrero de 2005 a Ask.com.
Después de un año Mark deja la compañía.

## Cierre
Ask.com, actual propietaria de Bloglines, anunció el cierre del servicio a partir de 1 de octubre de 2010, aunque posteriormente, por petición de los usuarios, cambió la fecha por el 1 de noviembre, y después, por el 15 de noviembre. El 4 de noviembre de 2010, Ask anunció que Bloglines seguiría en funcionamiento, gracias a las gestiones de MerchantCircle.
Después de la venta, su nuevo dueño no supo adaptar el servicio de acuerdo a los nuevos vientos (Twitter o Facebook). Y cierre en 2009 de uno de sus competidores Newsgator no fue suficiente, ya que aún contaba con un gran jugador como era Google Reader .
El anuncio del cierre de Bloglines encendió el debate sobre la supuesta o previsible muerte de los "agregadores de noticias". Los analistas en general se refieren más a cuestiones particulares -el sitio estaba prácticamente a la deriva (novedades) en cuestiones técnicas desde 2007-, y no al tipo de servicio en sí mismo (haciendo referencia a los números crecientes de Google Reader).
Noticia oficial Aquí